# Syllis czerniavskyi
Syllis czerniavskyi är en ringmaskart som först beskrevs av Voldemar Czerniavsky 1881.  Syllis czerniavskyi ingår i släktet Syllis och familjen Syllidae. Inga underarter finns listade i Catalogue of Life.